# Afonso Sousa
Afonso Gamelas De Pinho Sousa, noto semplicemente come Afonso Sousa (Aveiro, 3 maggio 2000), è un calciatore portoghese, centrocampista del Samsunspor.

## Biografia
È nipote di António Sousa, ex centrocampista che ha militato in nazionale dal 1981 al 1989 e figlio di Ricardo Sousa, anch'egli calciatore professionista.

## Caratteristiche tecniche
È un esterno sinistro.

## Carriera

### Club
Nato ad Aveiro, è cresciuto principalmente nel settore giovanile del Porto, dove ha militato dal 2009 al 2010 e dal 2013 al 2019, facendo parte della formazione che ha conquistato la UEFA Youth League 2018-2019. Il 25 agosto 2019 ha fatto il suo debutto fra i professionisti giocando con il Porto B l'incontro di Segunda Liga vinto 3-1 contro il Farense segnando all'88' la sua prima rete in carriera.
Il 9 settembre 2020 è stato ceduto a titolo definitivo al Belenenses SAD, con il Porto che si è garantito il 50% del prezzo di una futura vendita. Ha debuttato in Primeira Liga nove giorni dopo giocando l'incontro vinto 1-0 contro il Vitória Guimarães.

### Nazionale
Ha giocato nelle nazionali giovanili portoghesi Under-17 ed Under-21; con quest'ultima nazionale nel 2023 ha anche partecipato ai campionati europei di categoria.

## Statistiche

### Presenze e reti nei club
Statistiche aggiornate al 24 marzo 2023.
| Stagione              | Squadra               | Campionato            | Campionato | Campionato | Coppe nazionali | Coppe nazionali | Coppe nazionali | Coppe continentali | Coppe continentali | Coppe continentali | Altre coppe | Altre coppe | Altre coppe | Totale | Totale | Totale |
| Stagione              | Squadra               | Comp                  | Pres       | Reti       | Comp            | Pres            | Reti            | Comp               | Pres               | Reti               | Comp        | Pres        | Reti        | Pres   | Reti   |        |
| --------------------- | --------------------- | --------------------- | ---------- | ---------- | --------------- | --------------- | --------------- | ------------------ | ------------------ | ------------------ | ----------- | ----------- | ----------- | ------ | ------ | ------ |
| 2019-2020             | Porto B               | LdH                   | 21         | 6          |                 | -               | -               |                    | -                  | -                  |             | -           | -           | 21     | 6      |        |
| 2020-2021             | Belenenses SAD        | PL                    | 32         | 2          | TP              | 2               | 0               |                    | -                  | -                  |             | -           | -           | 34     | 2      |        |
| 2021-2022             | Belenenses SAD        | PL                    | 30         | 1          | TP+TdL          | 3+1             | 2+0             |                    | -                  | -                  |             | -           | -           | 34     | 3      |        |
| Totale Belenenses SAD | Totale Belenenses SAD | Totale Belenenses SAD | 62         | 3          |                 | 6               | 2               |                    | -                  | -                  |             | -           | -           | 68     | 5      |        |
| 2022-2023             | Lech Poznań           | E                     | 19         | 2          | PP              | 1               | 1               | UEL                | 6                  | 1                  | SP          | 1           | 0           | 27     | 4      |        |
| Totale carriera       | Totale carriera       | Totale carriera       | 102        | 11         |                 | 7               | 3               |                    | 6                  | 1                  |             | 1           | 0           | 116    | 15     |        |

### Cronologia presenze e reti in nazionale
| Cronologia completa delle presenze e delle reti in nazionale ― Portogallo | Cronologia completa delle presenze e delle reti in nazionale ― Portogallo | Cronologia completa delle presenze e delle reti in nazionale ― Portogallo | Cronologia completa delle presenze e delle reti in nazionale ― Portogallo | Cronologia completa delle presenze e delle reti in nazionale ― Portogallo | Cronologia completa delle presenze e delle reti in nazionale ― Portogallo | Cronologia completa delle presenze e delle reti in nazionale ― Portogallo | Cronologia completa delle presenze e delle reti in nazionale ― Portogallo |
| Data                                                                      | Città                                                                     | In casa                                                                   | Risultato                                                                 | Ospiti                                                                    | Competizione                                                              | Reti                                                                      | Note                                                                      |
| ------------------------------------------------------------------------- | ------------------------------------------------------------------------- | ------------------------------------------------------------------------- | ------------------------------------------------------------------------- | ------------------------------------------------------------------------- | ------------------------------------------------------------------------- | ------------------------------------------------------------------------- | ------------------------------------------------------------------------- |
| 7-10-2021                                                                 | Amadora                                                                   | Portogallo under 21                                                       | 11 – 0                                                                    | Liechtenstein under 21                                                    | Qual. Europeo Under-21 2021                                               | -                                                                         | 56’                                                                       |
| 12-10-2021                                                                | Reykjavík                                                                 | Islanda under 21                                                          | 0 – 1                                                                     | Portogallo under 21                                                       | Qual. Europeo Under-21 2021                                               | -                                                                         | 66’                                                                       |
| 12-11-2021                                                                | Larnaca                                                                   | Cipro under 21                                                            | 0 – 1                                                                     | Portogallo under 21                                                       | Qual. Europeo Under-21 2021                                               | -                                                                         | 76’                                                                       |
| 16-11-2021                                                                | Faro                                                                      | Portogallo under 21                                                       | 6 – 0                                                                     | Cipro under 21                                                            | Qual. Europeo Under-21 2021                                               | -                                                                         |                                                                           |
| 25-3-2022                                                                 | Portimao                                                                  | Portogallo under 21                                                       | 1 – 1                                                                     | Islanda under 21                                                          | Qual. Europeo Under-21 2021                                               | -                                                                         | 80’                                                                       |
| 29-3-2022                                                                 | Tripoli                                                                   | Grecia under 21                                                           | 0 – 4                                                                     | Portogallo under 21                                                       | Qual. Europeo Under-21 2021                                               | -                                                                         | 60’ 86’                                                                   |
| 18-11-2022                                                                | -                                                                         | Portogallo under 21                                                       | 5 – 1                                                                     | Rep. Ceca under 21                                                        | Amichevole                                                                | -                                                                         | 63’                                                                       |
| 22-11-2022                                                                | -                                                                         | Portogallo under 21                                                       | 1 – 2                                                                     | Giappone under 21                                                         | Amichevole                                                                | -                                                                         | 67’                                                                       |
| 24-3-2023                                                                 | -                                                                         | Romania under 21                                                          | 0 – 2                                                                     | Portogallo under 21                                                       | Amichevole                                                                | 1                                                                         | 46’                                                                       |
| Totale                                                                    |                                                                           | Presenze                                                                  | 9                                                                         |                                                                           | Reti                                                                      | 1                                                                         |                                                                           |

## Palmarès

### Club

#### Competizioni giovanili
- UEFA Youth League: 1

Porto: 2018-2019

#### Competizioni nazionali
- Campionato polacco: 1

Lech Poznań: 2024-2025